# Виламецана (Ђенова)
Виламецана је насеље у Италији у округу Ђенова, региону Лигурија.
Према процени из 2011. у насељу је живело 56 становника. Насеље се налази на надморској висини од 553 м.